# 權秀賢
權洙賢（韓語：권수현，1986年8月18日—），韓國男演員、吉他手。2011年在進行樂團 안녕바다 活動時，在偶然機會下參與音樂題材獨立電影《沒關係》，首次接觸表演。其後在2012年，電影《我是公務員》的導演在觀賞樂團演出時，發覺電影中角色與權洙賢相似而提出拍攝邀約。同年憑此電影以演員身分正式出道。

## 演出作品

### 電視劇
- 2014年：SBS《奔跑吧薔薇》飾演 白長壽
- 2015年：SBS《上流社會》飾演 李泰健
- 2016年：tvN《THE K2》
- 2017年：JTBC《青春時代2》飾演 黃宇燮
- 2018年：tvN《從天而降的一億顆星》飾演 嚴初瓏
- 2019年：tvN《Abyss》飾演 徐智旭
- 2020年：tvN《青春紀錄》飾演 金振宇[3]
- 2021年：tvN《Drama Stage-Love Spoiler》
- 2021年：Netflix《Move to Heaven：我是遺物整理師》飾演 丁洙賢[4]
- 2021年：tvN《某一天滅亡來到我家門前》飾演 建熙（特別出演 EP.6）
- 2021年：Olleh TV、seezn、Sky頻道《犯罪拼圖》飾演 車昇材
- 2022年：KBS2 《美男堂》飾演 車道元 [5]

### 電影
- 2012年：《我是公務員（英语：Dangerously_Excited）》飾演 秀
- 2016年：《密探》飾演 孫吉
- 2017年：《女教師》飾演 班長
- 2022年：《狼的狩獵》

### 綜藝節目
- 2007年：EBS《SPACE 共感（朝鲜语：EBS_스페이스_공감#역대_수상자）》
- 2015年：KBS2《青春列車（朝鲜语：청춘_익스프레스）》

## 音樂作品
- 2021年：《Merrymerry Christmas Day》[6]

## 獎項
| 年份 | 獎項                   | 分類           | 提名作品 | 结果 |
| 2016 | 第24屆韓國文化演藝大賞 | 最佳電影新人獎 | 《密探》 | 獲獎 |

## 外部連結
- 權秀賢的Instagram帳戶
- NAVER
- Fancafe:Eternal Soohyunshine （页面存档备份，存于）